# Southern Outlet (Hobart)
Das Southern Outlet (The Outlet) ist eine Stadtautobahn im Süden des australischen Bundesstaates Tasmanien. Die Autobahn verbindet die Innenstadt von Hobart mit Kingston und den weiter südlich gelegenen Teilen von Tasmanien. Die vierspurige Kraftfahrstraße gehört zu den meistbefahrenen Ausfallstraßen von Hobart, auf der über 31.000 Fahrzeuge täglich gezählt wurden.

## Verlauf
Das Southern Outlet beginnt am Anschluss von Davey Street und Macquarie Street in Hobart mit einer auf 80 km/h Höchstgeschwindigkeit limitierten Strecke. Der südliche Vorort South Hobart wird im Osten umfahren. Dann steuert die Straße auf das hügelige Gebiet des Mount Nelson zu. Mit Ausnahme des Anschlusses an die Davey Street / Macquarie Street besitzt das Southern Outlet nur höhenfreie Ein- und Ausfahrten. Der größte Teil der Strecke verläuft durch Buschland. Auf Grund der hügeligen Landesnatur sind die beiden Richtungsfahrbahnen zwischen der Überführung bei Tolmans Hill und der bei Firthside getrennt. Die zulässige Höchstgeschwindigkeit liegt in diesem Bereich bei 100 km/h. Die Straße endet in Kingston, wo er an den Huon Highway (A6) und den Channel Highway (B68) angeschlossen ist.

## Geschichte
Die Hobart Transportation Study von 1965 stellte die Notwendigkeit einer leistungsfähigen Straßenverbindung von Hobart nach Kingston fest. Das Southern Outlet wurde 1968 als vierspurige autobahnähnliche Straße gebaut und führte von Kingston weiter nach Westen bis zum Anschluss an den alten Huon Highway bei ‚’Grove’’. 1985 wurde das Southern Outlet als Autobahn ausgebaut. Die Strecke von Kingston nach Grove wurde dem neuen Huon Highway zugeschlagen.

## Ein- und Ausfahrten
Die Liste der Anschlüsse umfasst auch den Anschluss an die künftige Umgehungsstraße von Kingston.

| Ein- und Ausfahrten Richtung Norden | Entfernung von der Davey Street (km) | Entfernung von der Summerleas Road (km) | Ein- und Ausfahrten Richtung Süden                                     |
| Ende Southern Outlet zur Macquarie Street nach Hobart                                                                                                   | 0                                    | 10,2                                    | Start Southern Outlet von der Davey Street                             |
| South Hobart Davey Street | 0                                    | 10,2                                    | South Hobart Davey Street                                              |
| Mount Nelson, Tolmans Hill Olinda Grove | 2,6                                  | 7,6                                     | Mount Nelson, Tolmans Hill Olinda Grove                                |
| Proctors Road (Sackgasse) | 4,3                                  | 5,9                                     | Proctors Road (Sackgasse)                                              |
| No access | 6,2                                  | 4,0                                     | Kingston Proctors Road                                                 |
| Kingston Shaw Road | 7,5                                  | 2,7                                     | keine Einfahrt                                                         |
| Firthside Groningen Road (nur Einfahrt) | 8,7                                  | 1,5                                     | keine Einfahrt                                                         |
| Kingston, Huonville Huon Highway (nur Einfahrt) | 9,4                                  | 0,8                                     | Firthside Browns Road (nur Ausfahrt)                                   |
| Kingston, Huonville Huon Highway (nur Einfahrt) | 9,4                                  | 0,8                                     | Kingston, Huonville Huon Highway                                       |
| Kingston Channel Highway | 10,2                                 | 0                                       | Kingston Channel Highway                                               |
| Kingston Summerleas Road | 10,2                                 | 0                                       | Kingston Summerleas Road                                               |
| Start Southern Outlet vom Channel Highway | 10,2                                 | 0                                       | Ende Southern Outlet zum Channel Highway nach Blackmans Bay, Kettering |
| Umgehungsstraße von Kingston endet an der Algona Road, am Channel Highway und an der Huntingfield Avenue Die Umgehungsstraße soll 2012 eröffnet werden. |                                      |                                         |                                                                        |